# 膠南市
膠南市（こうなん-し）は中華人民共和国山東省青島市にかつて存在した県級市。

## 地理
膠南市は山東半島西南端、膠州湾に面の北緯35°35′から36°08′、東経119°30′から120°11の範囲に位置していた。
南は黄海、北は膠州市、東は青島経済技術開発区、西は諸城市・五蓮県及び日照市に接していた。

## 歴史
春秋時代、膠南地区には瑯琊・安陵の城邑が設置され、戦国時代には越・楚・斉の領域となった。秦朝が中国統一を達成するとこの地には瑯琊県が設置された。晋代になると琅邪県が廃止されたが、隋代が再び琅邪県を設置、唐代には高密県・諸城県に分割され管轄され、それ以降中華民国まで沿襲された。
1943年、中華民国は諸膠辺弁事処を設置、1944年には蔵馬県・諸膠辺県を設置し浜海行署の管轄とした。1946年9月には膠南県を設置、1956年3月には蔵馬県が編入され、更に1991年1月に県級市の膠南市に昇格した。2012年12月1日、膠南市は黄島区と合併して新制の黄島区となり消滅した。

## 行政区画
下部に6街道、11鎮を管轄する。
- 街道
  - 珠山街道、珠海街道、隠珠街道、浜海街道、霊山衛街道、鉄山街道
- 鎮
  - 瑯琊鎮、泊里鎮、大場鎮、大村鎮、六汪鎮、王台鎮、張家楼鎮、海青鎮、宝山鎮、蔵南鎮、理務関鎮

## 観光
- 石門寺
- 瑯琊台
- 斎堂島
- 霊山島